# Орцан, Альберто
Альберто Орцан (итал. Alberto Orzan; 24 июля 1931, Сан-Лоренцо-Изонтино — 9 августа 2022, Флоренция) — итальянский футболист, игравший на позиции защитника.

## Биография

### Игровая карьера
Начал карьеру в «Удинезе», за который играл один сезон. Затем он перешёл в «Фиорентину», в которой прошла вся его карьера. В составе «фиалок» он отыграл девять сезонов, выиграв в 1956 году с командой скудетто. В последующие сезоны он выиграл в 1961 году с командой Кубок Италии, а также Кубок обладателей кубков.
Завершил карьеру по окончании сезона 1962/63 в возрасте 31 года.
За сборную Италии сыграл 4 матча.

### Смерть
Скончался 9 августа 2022 года во Флоренции на 92-м году жизни.

## Достижения
Фиорентина
- Чемпионат Италии (Серия A) (1): 1955/56
- Кубок Италии по футболу (1): 1960/61
- Кубок обладателей кубков (1): 1960/61